# 1. Fußball-Club Saarbrücken 2003-2004
Questa voce raccoglie le informazioni riguardanti il 1. Fußball-Club Saarbrücken nelle competizioni ufficiali della stagione 2003-2004.

## Stagione
Nella stagione 2003-2004 il Saarbrücken, allenato da Horst Ehrmantraut, Co-Rainer Derber e Eugen Hach, concluse il campionato di Regionalliga sud al 3º posto.

## Rosa
| N. |                                 | Ruolo | Calciatore         |
| -- | ------------------------------- | ----- | ------------------ |
| 1  | Germania (bandiera)             | P     | Erol Sabanov       |
| 2  | Germania (bandiera)             | D     | Oliver Schäfer     |
| 3  | Germania (bandiera)             | C     | Alessandro Caruso  |
| 4  | Germania (bandiera)             | D     | Christian Stuff    |
| 5  | Germania (bandiera)             | D     | Holger Greilich    |
| 7  | Germania (bandiera)             | C     | Matthias Hagner    |
| 8  | Germania (bandiera)             | C     | Thorsten Nehrbauer |
| 9  | Camerun (bandiera)              | A     | Pierre Hallé       |
| 10 | Bosnia ed Erzegovina (bandiera) | C     | Almir Delic        |
| 11 | Belgio (bandiera)               | A     | Gunter Thiebaut    |
| 12 | Germania (bandiera)             | P     | Peter Eich         |
| 13 | Germania (bandiera)             | P     | Tobias Rott        |
| 14 | Giappone (bandiera)             | D     | Nobutaka Suzuki    |
| 15 | Germania (bandiera)             | C     | Michael Öller      |
| 16 | Germania (bandiera)             | D     | Sören Holz         |
| 17 | Germania (bandiera)             | A     | Björn Tarillon     |

| N. |                                 | Ruolo | Calciatore        |
| -- | ------------------------------- | ----- | ----------------- |
| 18 | Paesi Bassi (bandiera)          | D     | Henri Heeren      |
| 20 | Germania (bandiera)             | C     | Marco Laping      |
| 21 | Marocco (bandiera)              | C     | Faysal El-Idrissi |
| 22 | Bosnia ed Erzegovina (bandiera) | C     | Sanel Nuhic       |
| 23 | Turchia (bandiera)              | A     | Yilmaz Örtülü     |
| 24 | Germania (bandiera)             | D     | Marcel Rozgonyi   |
| 25 | Australia (bandiera)            | A     | Peter Buljan      |
| 26 | Canada (bandiera)               | D     | Victor Oppong     |
| 27 | Germania (bandiera)             | A     | Christian Quack   |
| 28 | Nigeria (bandiera)              | A     | Sambo Choji       |
| 29 | Nigeria (bandiera)              | D     | Adiele Echendu    |
| 30 | Germania (bandiera)             | C     | Michael Oelkuch   |
| 31 | Germania (bandiera)             | D     | Florian Weber     |
| 33 | Germania (bandiera)             | C     | Christoph Holste  |
| 36 | Guinea (bandiera)               | A     | Taifour Diane     |
| 40 | Germania (bandiera)             | C     | Nico Weißmann     |

## Organigramma societario
Area tecnica
- Allenatore: Horst Ehrmantraut
- Allenatore in seconda: Rainer Derber, Nasko Jelev
- Preparatore dei portieri: Heinz Böhmann
- Preparatori atletici:
- Analisi video:

## Calciomercato

### Sessione estiva
| Acquisti | Acquisti           | Acquisti               | Acquisti |
| R.       | Nome               | da                     | Modalità |
| -------- | ------------------ | ---------------------- | -------- |
| A        | Sambo Choji        | Eintracht Braunschweig |          |
| C        | Almir Delic        | Schweinfurt 05         |          |
| C        | Faysal El-Idrissi  | Ronse                  |          |
| D        | Holger Greilich    | Omonia                 |          |
| C        | Matthias Hagner    | FSV Francoforte        |          |
| D        | Henri Heeren       | Alemannia Aquisgrana   |          |
| C        | Thorsten Nehrbauer | Hannover 96            |          |
| P        | Tobias Rott        | Duisburg               |          |
| D        | Marcel Rozgonyi    | Energie Cottbus        |          |
| A        | Gunter Thiebaut    | Dender                 |          |

| Cessioni | Cessioni             | Cessioni                | Cessioni |
| R.       | Nome                 | a                       | Modalità |
| -------- | -------------------- | ----------------------- | -------- |
| C        | Torsten Lieberknecht | Eintracht Braunschweig  |          |
| A        | Thomas Esch          | Wirges                  |          |
| A        | Andreas Haas         | Homburg                 |          |
| A        | Tamás Koltai         | Pécs                    |          |
| D        | Christian Kritzer    | Jahn Ratisbona          |          |
| C        | Anatoli Mushinka     | Röchling Völklingen     |          |
| C        | Tamandani Nsaliwa    | Jahn Ratisbona          |          |
| P        | Vahid Spago          | Eintracht Bad Kreuznach |          |

### Sessione invernale
| Acquisti | Acquisti     | Acquisti          | Acquisti |
| R.       | Nome         | da                | Modalità |
| -------- | ------------ | ----------------- | -------- |
| A        | Peter Buljan | Melbourne Knights |          |

| Cessioni | Cessioni        | Cessioni               | Cessioni |
| R.       | Nome            | a                      | Modalità |
| -------- | --------------- | ---------------------- | -------- |
| C        | Kosta Rodrigues | Eintracht Braunschweig |          |

## Risultati

### Regionalliga

#### Girone di andata
| Arbitro: | Braun |

|                 |           |                     |
| Onwuzuruike 48’ | Marcatori | 55’ (rig.) Thiebaut |

| Arbitro: | Kammerer |

|                                                          |           |          |
| Thiebaut 34’ El-Idrissi 46’, 55’ Hagner 68’ Tarillon 83’ | Marcatori | 43’ Noll |

| Arbitro: | Trautmann |

|              |           |            |
| Guerrero 64’ | Marcatori | 89’ Heeren |

| Arbitro: | Brych |

|                        |           |  |
| Delic 22’ Thiebaut 74’ | Marcatori |  |

| Arbitro: | Sippel |

|           |           |                   |
| Mesic 75’ | Marcatori | 14’, 78’ Thiebaut |

| Arbitro: | Welz |

|                |           |          |
| El-Idrissi 35’ | Marcatori | 75’ Timm |

| Arbitro: | Schmidt |

|                          |           |                                     |
| Barletta 10’ (rig.), 23’ | Marcatori | 35’ (rig.), 84’ Thiebaut 39’ Hagner |

| Arbitro: | Kircher |

|                                      |           |  |
| Hagner 68’ El-Idrissi 83’ Caruso 85’ | Marcatori |  |

| Arbitro: | Trautmann |

|                      |           |                             |
| Wittek 3’ Donato 70’ | Marcatori | 13’ Thiebaut 82’ El-Idrissi |

| Arbitro: | Fandel |

|                           |           |                             |
| El-Idrissi 35’ Hagner 42’ | Marcatori | 13’, 64’ Coulibaly 69’ Reeb |

| Arbitro: | Maier |

|                                |           |  |
| Ollhoff 59’ (rig.), 64’ (rig.) | Marcatori |  |

| Arbitro: | Greth |

|                          |           |                                |
| Hagner 7’, 43’ Choji 76’ | Marcatori | 37’ Krause 89’ (rig.) Barlecaj |

| Stoccarda 24 ottobre 2003, ore 19:00 CEST 13ª giornata | Stoccarda II | 0 – 0 referto | Saarbrücken | Robert-Schlienz-Stadion (700 spett.)\| Arbitro: \| Brych \| |
| Arbitro:                                               | Brych        |               |             |                                                             |

| Arbitro: | Vogler |

|  |           |                          |
|  | Marcatori | 21’, 77’ Babatz 33’ Maas |

| Arbitro: | Pickel |

|             |           |            |
| Neticha 84’ | Marcatori | 30’ Heeren |

| Arbitro: | Schiffner |

|                        |           |            |
| Choji 61’ Thiebaut 65’ | Marcatori | 76’ Müller |

| Arbitro: | Viktora |

|             |           |           |
| Popović 66’ | Marcatori | 40’ Choji |

#### Girone di ritorno
| Arbitro: | Kristek |

|               |           |                |
| El-Idrissi 6’ | Marcatori | 90’ Rosenwirth |

| Arbitro: | Sahler |

|                |           |           |
| Mittelbach 87’ | Marcatori | 43’ Choji |

| Arbitro: | Kircher |

|              |           |               |
| Rozgonyi 90’ | Marcatori | 9’ Steinhöfer |

| Arbitro: | Pflaum |

|                                                |           |                        |
| Bettenstaedt 54’ Weißhaupt 77’ van Buskirk 88’ | Marcatori | 20’ Choji 37’ Thiebaut |

| Arbitro: | Pickel |

|              |           |  |
| Thiebaut 19’ | Marcatori |  |

| Arbitro: | Fleischer |

|                             |           |                               |
| Reuter 0’ Altıntop 25’, 56’ | Marcatori | 2’ Stuff 30’ Heeren 70’ Choji |

| Arbitro: | Schalk |

|              |           |           |
| Thiebaut 59’ | Marcatori | 68’ Petry |

| Arbitro: | Schmidt |

|           |           |               |
| Anane 52’ | Marcatori | 90’ Nehrbauer |

| Arbitro: | Albrecht |

|                                  |           |              |
| El-Idrissi 35’, 64’ Thiebaut 68’ | Marcatori | 78’ Mansfeld |

| Arbitro: | Trautmann |

|                                     |           |  |
| Haller 44’ Wenczel 51’ Konjevic 85’ | Marcatori |  |

| Arbitro: | Wack |

|                         |           |             |
| Hagner 62’ Thiebaut 78’ | Marcatori | 71’ Ollhoff |

| Arbitro: | Greth |

|  |           |            |
|  | Marcatori | 12’ Hagner |

| Arbitro: | Brombacher |

|                   |           |              |
| Schuon 38’ (aut.) | Marcatori | 75’ Jurkovic |

| Arbitro: | Hofmann |

|               |           |  |
| Pupalovic 64’ | Marcatori |  |

| Arbitro: | Fleischer |

|                                     |           |            |
| Thiebaut 45’ (rig.) Caruso 59’, 73’ | Marcatori | 4’ Nagorny |

| Arbitro: | Perl |

|                          |           |             |
| Müller 7’ Hebestreit 80’ | Marcatori | 63’ Echendu |

| Arbitro: | Trautmann |

|                      |           |             |
| Stuff 57’ Hagner 62’ | Marcatori | 42’ Brendel |

## Statistiche

### Statistiche di squadra
| Competizione     | Punti | In casa | In casa | In casa | In casa | In casa | In casa | In trasferta | In trasferta | In trasferta | In trasferta | In trasferta | In trasferta | Totale | Totale | Totale | Totale | Totale | Totale | DR |
| Competizione     | Punti | G       | V       | N       | P       | Gf      | Gs      | G            | V            | N            | P            | Gf           | Gs           | G      | V      | N      | P      | Gf     | Gs     | DR |
| ---------------- | ----- | ------- | ------- | ------- | ------- | ------- | ------- | ------------ | ------------ | ------------ | ------------ | ------------ | ------------ | ------ | ------ | ------ | ------ | ------ | ------ | -- |
| Regionalliga sud | 53    | 17      | 10      | 5       | 2       | 33      | 19      | 17           | 3            | 9            | 5            | 20           | 25           | 34     | 13     | 14     | 7      | 53     | 44     | +9 |
| Totale           | 53    | 17      | 10      | 5       | 2       | 33      | 19      | 17           | 3            | 9            | 5            | 20           | 25           | 34     | 13     | 14     | 7      | 53     | 44     | +9 |

### Andamento in campionato
| Giornata  | 1  | 2 | 3 | 4 | 5 | 6 | 7 | 8 | 9 | 10 | 11 | 12 | 13 | 14 | 15 | 16 | 17 | 18 | 19 | 20 | 21 | 22 | 23 | 24 | 25 | 26 | 27 | 28 | 29 | 30 | 31 | 32 | 33 | 34 |
| --------- | -- | - | - | - | - | - | - | - | - | -- | -- | -- | -- | -- | -- | -- | -- | -- | -- | -- | -- | -- | -- | -- | -- | -- | -- | -- | -- | -- | -- | -- | -- | -- |
| Luogo     | T  | C | T | C | T | C | T | C | T | C  | T  | C  | T  | C  | T  | C  | T  | C  | T  | C  | T  | C  | T  | C  | T  | C  | T  | C  | T  | C  | T  | C  | T  | C  |
| Risultato | N  | V | N | V | V | N | V | V | N | P  | P  | V  | N  | P  | N  | V  | N  | N  | N  | N  | P  | V  | N  | N  | N  | V  | P  | V  | V  | N  | P  | V  | P  | V  |
| Posizione | 10 | 4 | 9 | 3 | 2 | 3 | 2 | 2 | 2 | 2  | 3  | 3  | 2  | 2  | 2  | 2  | 2  | 2  | 2  | 3  | 6  | 4  | 5  | 5  | 5  | 4  | 5  | 4  | 4  | 4  | 4  | 3  | 3  | 3  |

Legenda:

Luogo: C = Casa; T = Trasferta. Risultato: V = Vittoria; N = Pareggio; P = Sconfitta.

### Statistiche dei giocatori
| P. Buljan     | 6  | 0  | 1 | 0 |
| A. Caruso     | 24 | 3  | 5 | 1 |
| S. Choji      | 19 | 6  | 0 | 0 |
| A. Delic      | 25 | 1  | 5 | 0 |
| T. Diane      | 7  | 0  | 0 | 0 |
| A. Echendu    | 21 | 1  | 1 | 0 |
| P. Eich       | 14 | 0  | 0 | 0 |
| F. El-Idrissi | 31 | 9  | 4 | 0 |
| H. Greilich   | 3  | 0  | 1 | 0 |
| M. Hagner     | 32 | 9  | 8 | 0 |
| P. Hallé      | 1  | 0  | 0 | 0 |
| H. Heeren     | 28 | 3  | 6 | 2 |
| C. Holste     | 2  | 0  | 0 | 0 |
| S. Holz       | 25 | 0  | 1 | 0 |
| M. Laping     | 23 | 0  | 9 | 0 |
| T. Nehrbauer  | 23 | 1  | 7 | 2 |
| S. Nuhic      | 0  | 0  | 0 | 0 |
| M. Oelkuch    | 9  | 0  | 1 | 0 |
| V. Oppong     | 2  | 0  | 0 | 0 |
| C. Quack      | 0  | 0  | 0 | 0 |
| K. Rodrigues  | 8  | 0  | 0 | 0 |
| A. Rosen      | 5  | 0  | 0 | 0 |
| T. Rott       | 0  | 0  | 0 | 0 |
| M. Rozgonyi   | 21 | 1  | 6 | 1 |
| E. Sabanov    | 20 | 0  | 3 | 0 |
| O. Schäfer    | 21 | 0  | 3 | 1 |
| C. Stuff      | 24 | 2  | 1 | 0 |
| N. Suzuki     | 1  | 0  | 0 | 0 |
| B. Tarillon   | 6  | 1  | 0 | 0 |
| G. Thiebaut   | 33 | 15 | 6 | 0 |
| F. Weber      | 1  | 0  | 0 | 0 |
| N. Weißmann   | 1  | 0  | 0 | 0 |
| M. Öller      | 12 | 0  | 0 | 0 |
| Y. Örtülü     | 12 | 0  | 1 | 0 |